# タテジマキンチャクダイ
タテジマキンチャクダイ（縦縞巾着鯛、学名：Pomacanthus imperator）は、スズキ目キンチャクダイ科に属する魚。インド太平洋に分布し、観賞魚として人気がある。

## 分類と名称
1787年、ドイツの博物学者であるマルクス・エリエゼル・ブロッホによって、日本をタイプ産地として記載された。当初はチョウチョウウオ属に分類されていた。種小名は皇帝を意味し、日本の天皇に由来する。幼魚は模様から「ウズマキ」と呼ばれ、成魚は「タテキン」、成長途中の個体は「ウズキン」と呼ばれる。

## 分布
インド太平洋に広く分布し、その分布域は紅海から東アフリカの海岸沿いにモザンビークとマダガスカルまで、インド洋と太平洋を通ってトゥアモトゥ諸島とライン諸島まで広がる。北は南日本、南はグレートバリアリーフ、ニューカレドニア、オーストラル諸島まで見られる。ハワイ諸島からも記録がある。日本では茨城県以南の太平洋岸で稚魚や幼魚が散発的に確認され、伊豆諸島、小笠原諸島、屋久島、琉球列島で見られる。フロリダ州やプエルトリコで記録があり、2009年以降では地中海でも少数が確認されている。

## 形態

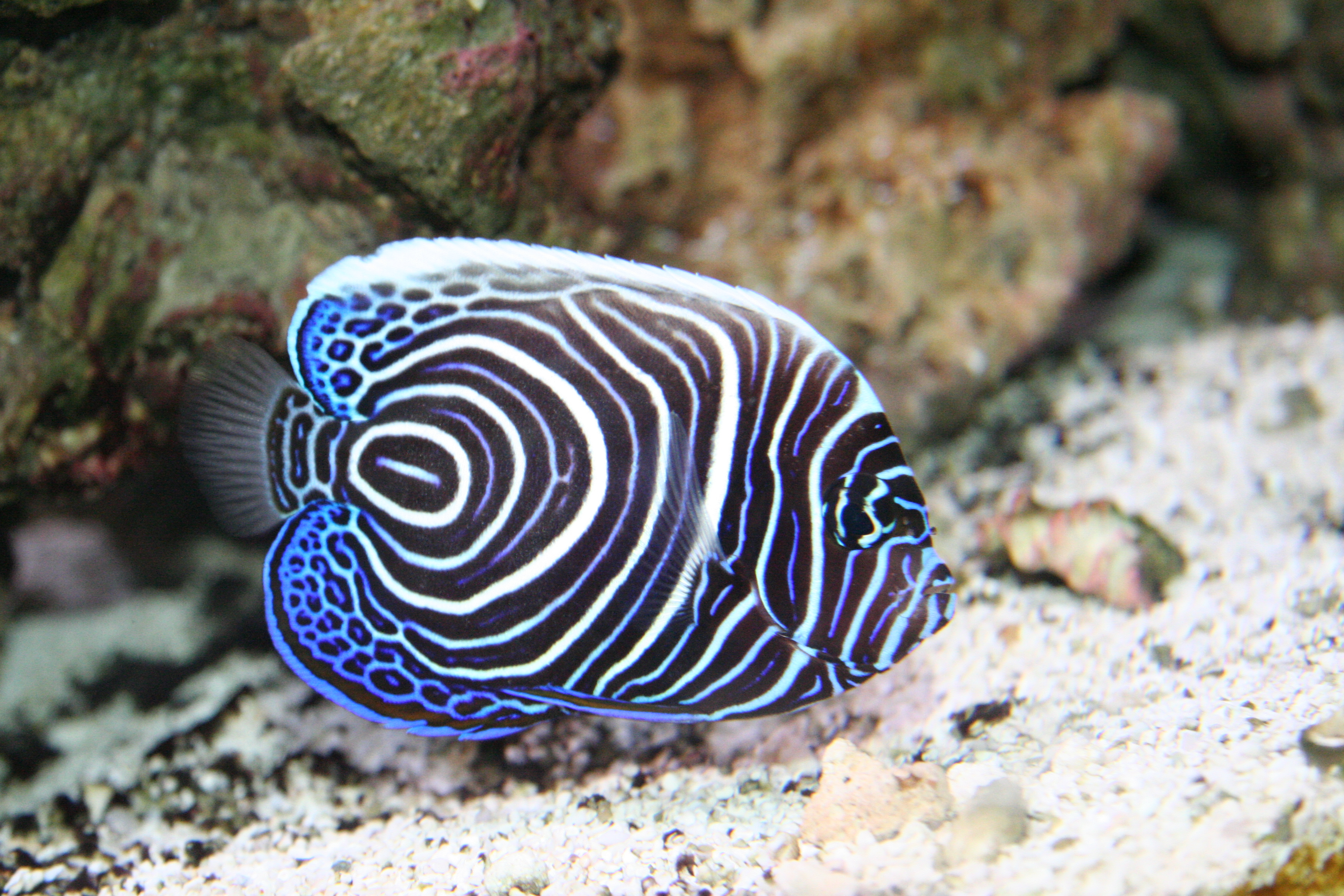
幼魚

幼魚と成魚とでは、まるで別種のように色彩や模様が異なる。幼魚は濃紺の体に白い同心円状の模様が入り、頭部では横縞になる。背鰭縁は白く、尾鰭は透明である。成魚は青地に多くの黄色い縦縞が入る。顔は水色で、目の周りは濃い青色で、尾鰭は黄色。胸鰭上部は黒色で、前側は黄色。臀鰭は濃い青色で、明るい青色の横縞が入る。背鰭は13 - 14棘と17 - 21軟条から、臀鰭は3棘と18 - 21軟条から成る。全長は最大40 cm。地域変異があり、太平洋の個体は背鰭軟条が長い。

### 類似種
2 cmまでの個体はサザナミヤッコの幼魚と似ているが、サザナミヤッコの幼魚は吻端から背中にかけて白い縦線がある。

## 生態
生息水深は1 - 100 m。主にラグーン、サンゴ礁、外海の岩壁の穴や割れ目などで観察される。海綿動物や尾索動物、サンゴのポリプ、プランクトンや藻類などを捕食する。幼魚は掃除魚になることもある。警戒すると音を発する。単独かペアで生活し、縄張り意識は高い。

## 人間との関係
観賞魚として人気で、ダイビングでも度々観察される。近藤滋によって、1995年に生物の斑紋を数学的に証明したチューリング・パターンの実験に使用された。